# 사고 슈토
사고 슈토(일본어: 左合 修土, 2002년 2월 6일~)는 일본의 축구 선수이다.

## 구단 경력
그는 2024년 J3리그의 가마타마레 사누키에 입단했다.